# Marco Claúdio
Marco Claúdio Cardoso Lourenço, noto semplicemente come Marco Claúdio (Lisbona, 5 maggio 1979), è un ex calciatore portoghese, di ruolo centrocampista.